# Néa Filadélfia
Néa Filadélfia (grec moderne : Νέα Φιλαδέλφεια), ou Nouvelle-Philadelphie, auparavant connue sous le nom de Podoníftis (grec moderne : Ποδονίφτης), est une ancienne municipalité de Grèce ayant en 2011, 25 734 habitants.

## Géographie
Initialement connue sous le nom de Podoníftis, elle doit son nom au ruisseau homonyme la délimitant.

## Histoire
Délimitée par les cours d'eau de Podoníftis, Céphise et Giabourlá, la région est au départ connue sous le nom de Donorádes et constituée de terrains agricoles et de hameaux se trouvant sous la propriété du Saint-Sépulcre. En 1927, à la suite de la catastrophe d'Asie mineure en 1922 et l'incendie de leur précédent camp situé dans le quartier athénien d'Ambelókipi en 1923, nombre de réfugiés Micrasiates s'installe à l'emplacement du lieu alors connu sous le nom de Podoníftis. En 1932, ce nouveau camp de réfugiés adopte son nom actuel, Néa Filadélfia, en hommage à l'importante ville de l'hellénisme micrasiate, Filadélfia. Malgré l'urbanisation grandissante de la région du bassin de l'Attique, Néa Filadélfia conserve de nombreux vestiges de son passé historique et de ses origines réfugiées.

## Éducation
Néa Filadélfia accueille, au total, neuf écoles maternelles, huit écoles primaires, quatre colleges, trois lycées, ainsi que cinq lycées professionnels.

## Sport
Néa Filadélfia est connue pour être le siège historique du club omnisports de l'AEK Athènes, après sa relocalisation en 1927, quelques années après sa fondation, en 1924, au centre-ville d'Athènes.
Aujourd'hui, elle accueille le nouveau stade de la section football du club, l'AEK Athènes FC, connu sous le nom de Stade Agia Sophia, inauguré le 30 septembre 2022 et construit sur les vestiges de l'ancien stade du club, le Stade Níkos Goúmas, sévèrement touché puis, par la suite, détruit, après le séisme de 1999 à Parnès,,.
Le club de handball du Ionikós de Néa Filadélfia est le plus titré du Championnat de Grèce masculin de handball avec 10 victoires entre 1980 et 1999.

## Démographie
| Année | Population |
| ----- | ---------- |
| 1981  | 25 320     |
| 1991  | 25 261     |
| 2001  | 24 112     |
| 2011  | 25 734     |

## Galerie

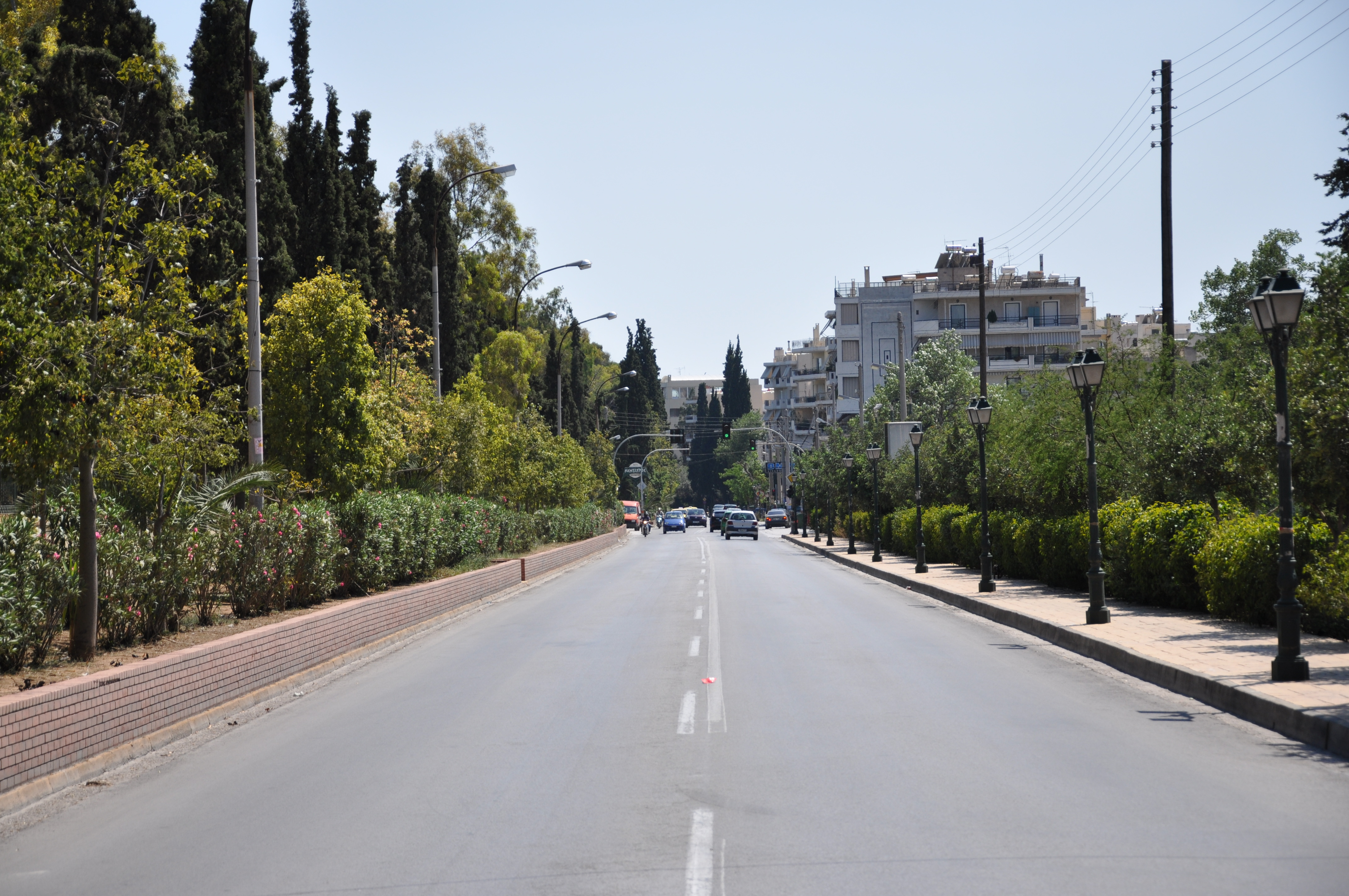
Avenue Dekelias, la principale voie de Néa Filadélfia.
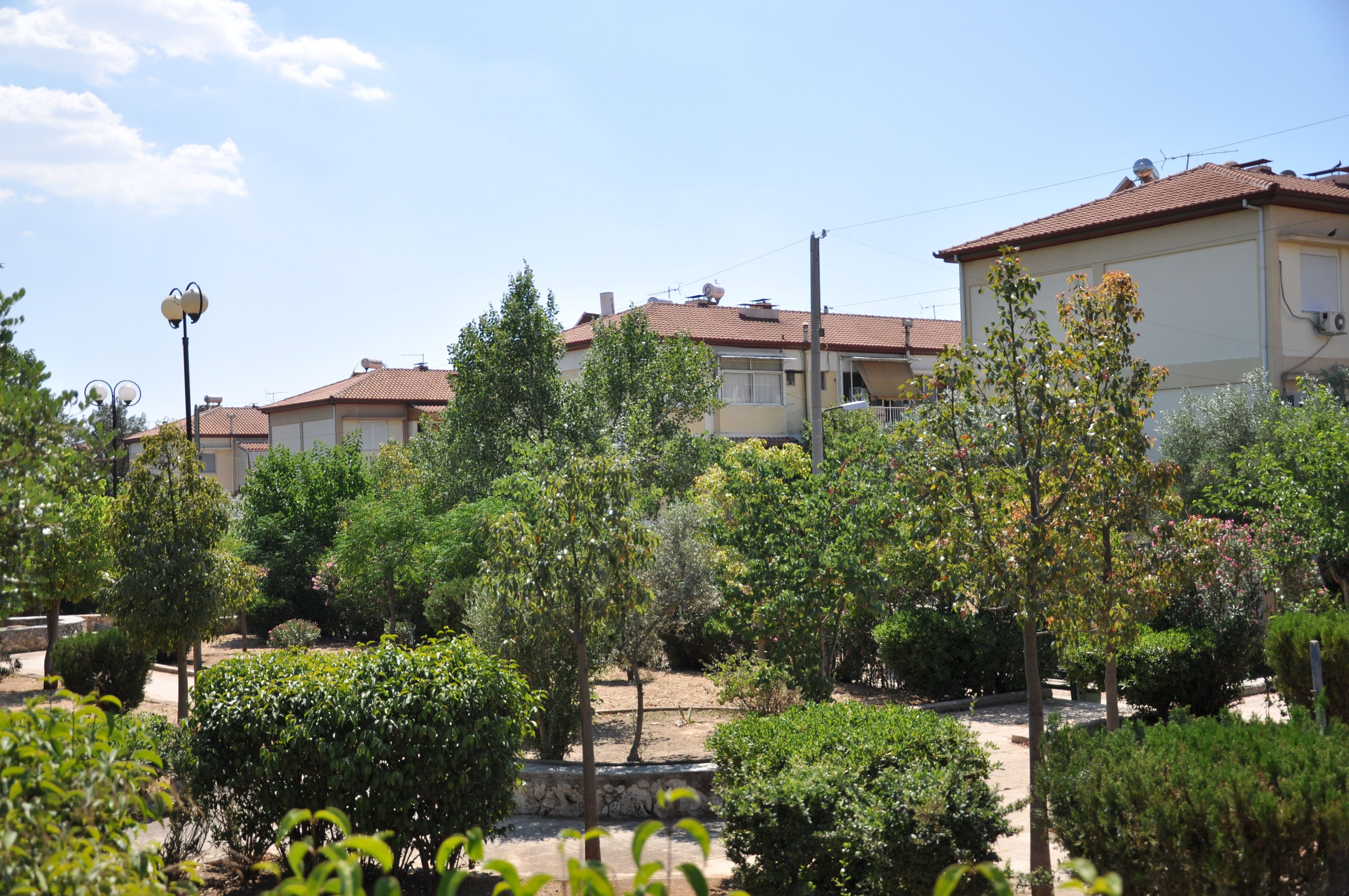
Logements typiques de travailleurs.
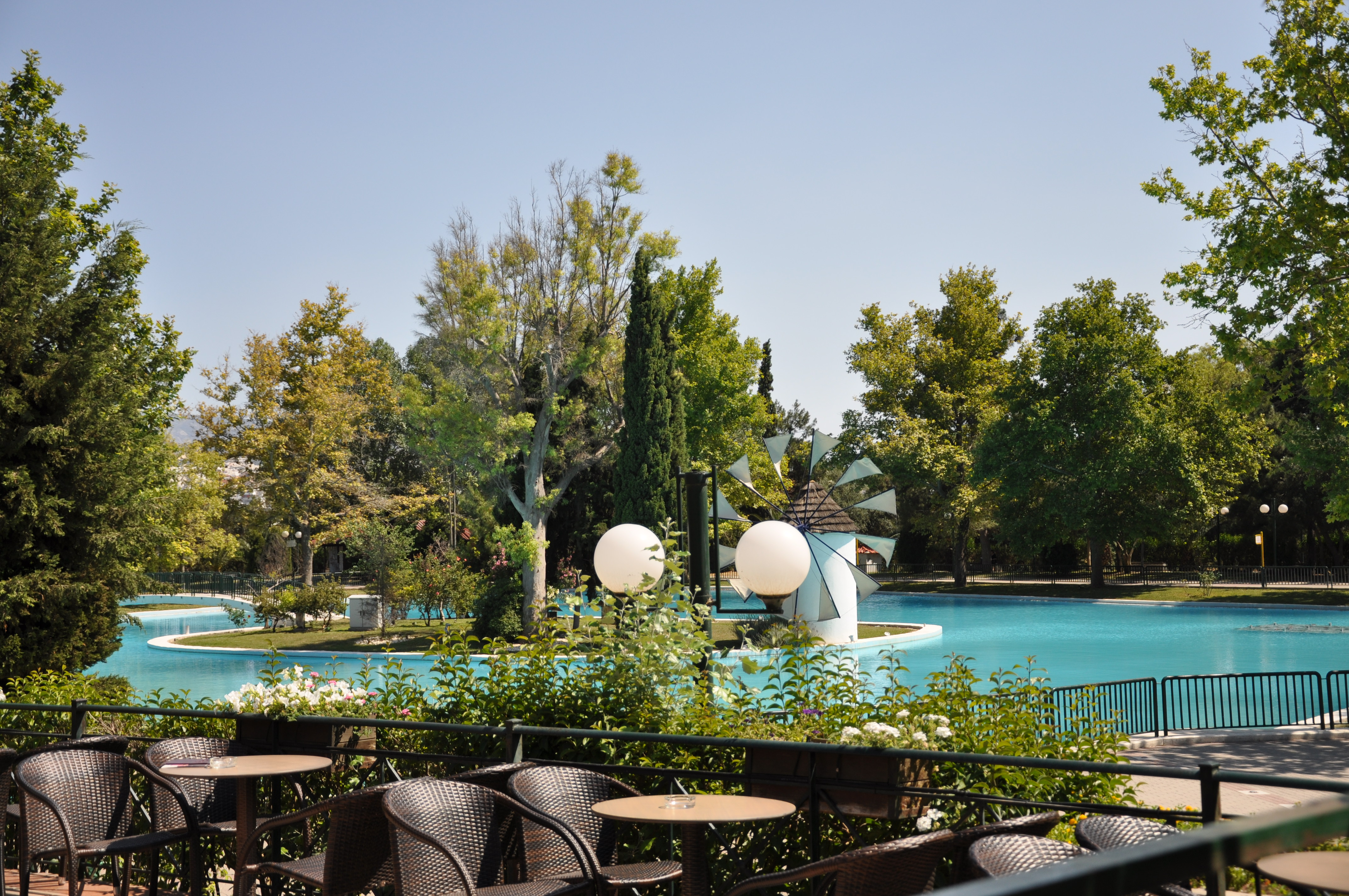
Lac artificiel dans le parc de Néa Filadélfia.
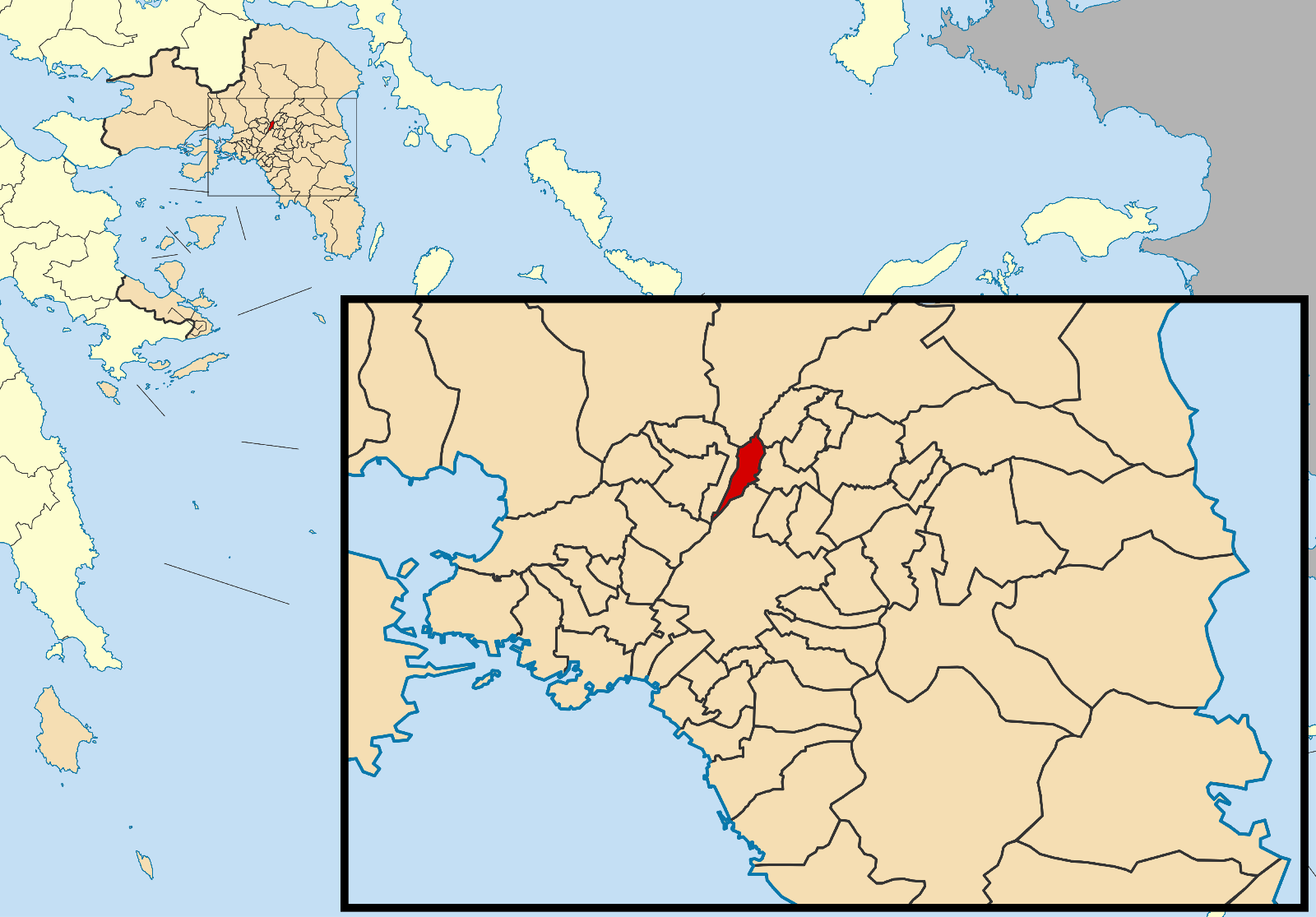
Le dème de Philadelphie-Chalcédoine.

### Liens
- Site officiel